# آرثر شتراسر
آرثر شتراسر (بالألمانية: Arthur Strasser)‏ (و. 1854 – 1927 م) هو نحات نمساوي، ولد في بوستوينا، توفي في فيينا، عن عمر يناهز 73 عاماً.